# Joachim Stöhr (Physiker)
Joachim Stöhr (* 28. September 1947 in Meinerzhagen) ist ein deutscher Experimentalphysiker, der sich mit der Untersuchung von Oberflächen mit Röntgenstrahlen befasst.

## Leben
Stöhr studierte an der Universität Bonn und wurde 1974 an der TU München promoviert. Als Post-Doc war er am Lawrence Berkeley National Laboratory und wurde 1977 Wissenschaftler an der Synchrotronstrahlungsquelle Stanford Synchrotron Radiation Laboratory (SSRL), wo er unter anderem Techniken zur Untersuchung von Oberflächen mit weichen Röntgenstrahlen (wie SEXAFS, NEXAFS) entwickelte. Ab 1985 war er am IBM Almaden Research Center. Ab 2000 war er Professor an der Stanford University und stellvertretender Leiter des SSRL, wo er 2005 Direktor wurde. 2009 wurde er Direktor der Linac Coherent Light Source am SLAC. Dort erforschte er insbesondere dünne magnetische Filme und Nanostrukturen mit Röntgenstrahl-Techniken, die zeitlich im Bereich von Femtosekunden und räumlich im Nanometer-Bereich auflösen.
2011 erhielt er den Davisson-Germer-Preis, für die Entwicklung spektroskopischer und mikroskopischer Techniken basierend auf weichen Röntgenstrahlen mit fundamentalen Anwendungen in der Erforschung der chemischen Bindung, des Magnetismus und der Dynamik von Oberflächen. Er ist seit 1988 Fellow der American Physical Society.

## Schriften
- NEXAFS Spectroscopy. Springer, Berlin 1992, ISBN 978-3-540-54422-7.
- mit Hans-Christoph Siegmann: Magnetism. From Fundamentals to Nanoscale Dynamics, Springer, Berlin 2006, ISBN 978-3-540-30282-7.